# Basilianer vom Heiligsten Erlöser

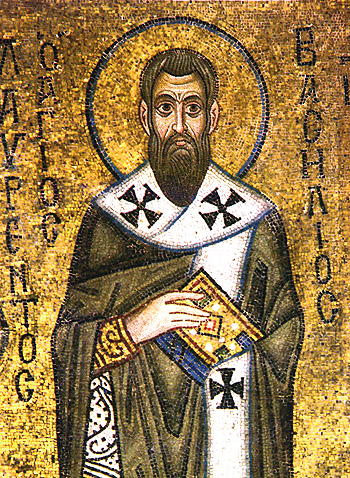
Basilius der Große

Die Basilianer vom Heiligsten Erlöser (lateinisch Ordo Basilianus Sanctissimi Salvatoris Melkitarum, Ordenskürzel: BS) sind eine Ordensgemeinschaft der Basilianer in der Melkitisch Griechisch-katholischen Kirche. Nach den Bestimmungen der Römisch-katholischen Kirche ist die Priester- und Mönchsgemeinschaft ein Institut des geweihten Lebens. Sie leben und wirken im byzantinischen Ritus und haben ihre Wurzeln im Libanon.

## Geschichte
Die Ordensgemeinschaft wurde 1683 von Bischof Euthymios Saifi gegründet. Als Bischof der Erzeparchie Sidon hatte er mehrere Basilianer um sich herum gesammelt und ihnen einen pastoralen und missionarischen Auftrag erteilt. Die erste feste Herberge für die Mönche wurde in der kleinen Ortschaft Joun, in der Nähe von Sidon, errichtet: Im Jahre 1701 erwarb Bischof Saifi dort einen Bauernhof und ließ diesen zu einem Kloster umbauen. 1711 konnte das erste Kloster der Basilianer vom Heiligsten Erlöser eingeweiht werden. Im Jahr 1737 wurde der weibliche Zweig der Basilianerinnen vom Heiligsten Erlöser gegründet. Die Päpstliche Approbation erhielt die männliche Ordensgemeinschaft erst im Jahr 1937 von Papst Pius XI. (1922–1939). Die Basilianer vom Heiligsten Erlöser breiteten sich überwiegend im Libanon aus und hatten ihre örtlichen Schwerpunkte in Damaskus und dem Süd-Libanon. Das einzige Kloster außerhalb des Libanons wurde 1953 als Basilius-Kloster in Methuen (Massachusetts) gegründet.
Das Bildungszentrum der Basilianer des Heiligsten Erlösers befindet sich in Sion, 1828 errichteten die Mönche eine Hochschule und das ordenseigene Priesterseminar.
Seit 2001 führt Archimandrit  Sleiman Abou Zeid als Generalsuperior die Ordensgemeinschaft mit 88 Priestern und 95 Mönchen in 12 Klöstern. Arbeitsschwerpunkte sind der pastorale Dienst in den Pfarreien, die sozialen Dienste, die ökumenische Arbeit und der  Dialog zwischen den verschiedenen religiösen Gemeinschaften im Libanon.

## Zölibat
In der ersten Hälfte des 19. Jahrhunderts verlor die Ordensgemeinschaft an Bedeutung. Der melkitische Patriarch von Antiochien Maximos III. Mazloum (1833–1855) hatte auch für die Diözesanpriester das Zölibat eingeführt. Infolge des auftretenden Mangels an Respekt und Missachtung des Gelübdes der Armut entstand eine Gegnerschaft zu anderen Basilianerorden. Erst die Reformen im 20. Jahrhundert lösten diese Probleme.

## Melkitisch Griechisch-katholische Bischöfe
Ähnlich der Basilianer von Aleppo stellen auch die Basilianer vom Heiligen Erlöser eine bedeutende Anzahl von Bischöfen und Patriarchen innerhalb der Melkitisch Griechisch-katholischen Kirche. Zurzeit stellt der Orden einen Patriarchen, zwei Erzbischöfe (Issam John Darwich BS und Elie Bechara Haddad BS) und einen Bischof (Ibrahim Michael Ibrahim BS).